# Flammula schinziana
Flammula schinziana är en svampart som beskrevs av Henn. 1896. Flammula schinziana ingår i släktet Flammula och familjen Strophariaceae.   Inga underarter finns listade i Catalogue of Life.